# Liga dos Campeões da CAF de 2005
A Liga dos Campeões da CAF de 2005 foi a 41ª edição desta competição anual de futebol da qual participam os clubes dos países filiados à CAF. O Al Ahly, do Egito, se consagrou como campeão do continente africano pela 4ª vez na sua historia.

## Equipes classificadas
| Pais                        | Equipe                           |                             |                             |                             |                             |
| Dois clubes por federações. | Dois clubes por federações.      | Dois clubes por federações. | Dois clubes por federações. | Dois clubes por federações. | Dois clubes por federações. |
| --------------------------- | -------------------------------- | --------------------------- | --------------------------- | --------------------------- | --------------------------- |
| África do Sul               | - Kaizer Chiefs - Ajax Cape Town |                             |                             |                             |                             |
| Angola                      | - Sagrada Esperança - ASA        |                             |                             |                             |                             |
| Argélia                     | - JS Kabylie - USM Alger         |                             |                             |                             |                             |
| Camarões                    | - Coton Sport - Racing           |                             |                             |                             |                             |
| Costa do Marfim             | - Africa Sports - Mimosas        |                             |                             |                             |                             |
| Egito                       | - Al Ahly - Zamalek              |                             |                             |                             |                             |
| Gana                        | - Asante Kotoko - Hearts of Oak  |                             |                             |                             |                             |
| Marrocos                    | - FAR Rabat - Raja Casablanca    |                             |                             |                             |                             |
| Nigéria                     | - Enyimba - Dolphins             |                             |                             |                             |                             |
| RD Congo                    | - Mazembe - Motema Pembe         |                             |                             |                             |                             |
| Senegal                     | - Douanas - Diaraf               |                             |                             |                             |                             |
| Tunísia                     | - Etoile du Sahel - Espérance    |                             |                             |                             |                             |
| Um clube por Federação.     |                                  |                             |                             |                             |                             |
| Benim                       | - Donjo                          |                             |                             |                             |                             |
| Burquina Fasso              | - ASFA Yennenga                  |                             |                             |                             |                             |
| Chade                       | - Renaissance                    |                             |                             |                             |                             |
| República do Congo          | - Diables Noirs                  |                             |                             |                             |                             |
| Eritreia                    | - Adulis Club                    |                             |                             |                             |                             |
| Etiópia                     | - Awassa City                    |                             |                             |                             |                             |
| Gabão                       | - Mangasport                     |                             |                             |                             |                             |
| Gâmbia                      | - Wallidan                       |                             |                             |                             |                             |
| Guiné                       | - Fello Star                     |                             |                             |                             |                             |
| Guiné Equatorial            | - Renacimento                    |                             |                             |                             |                             |
| Quênia                      | - Tusker                         |                             |                             |                             |                             |
| Lesoto                      | - Defence Force                  |                             |                             |                             |                             |
| Líbia                       | - Al Olympic                     |                             |                             |                             |                             |
| Mauritânia                  | - ASC Ksar                       |                             |                             |                             |                             |
| Ilhas Maurícias             | - Port Louis 2000                |                             |                             |                             |                             |
| Madagáscar                  | - Ravinala                       |                             |                             |                             |                             |
| Mali                        | - Djoliba                        |                             |                             |                             |                             |
| Moçambique                  | - Ferroviário Nampula            |                             |                             |                             |                             |
| Namíbia                     | - Blue Waters F.C.               |                             |                             |                             |                             |
| Tanzânia                    | - Simba                          |                             |                             |                             |                             |
| Ruanda                      | - Rayon Sport                    |                             |                             |                             |                             |
| Essuatíni                   | - Mhlambanyatsi Rovers           |                             |                             |                             |                             |
| Sudão                       | - Al Hilal                       |                             |                             |                             |                             |
| Seicheles                   | - La Passe                       |                             |                             |                             |                             |
| Uganda                      | - Villa                          |                             |                             |                             |                             |
| Zâmbia                      | - Red Arrows                     |                             |                             |                             |                             |
| Zanzibar                    | - KMKM                           |                             |                             |                             |                             |
| Zimbabwe                    | - CAPS United                    |                             |                             |                             |                             |

## Fases preliminares

### Rodada preliminar
| Team 1            | Agg.         | Team 2               | 1st leg | 2nd leg |
| ----------------- | ------------ | -------------------- | ------- | ------- |
| Asante Kotoko     | w/o          | Wallidan             | 1       |         |
| FAR Rabat         | 4–1          | ASC Ksar             | 4–0     | 0–1     |
| Djoliba           | 1–2          | Douanes              | 1–1     | 0–1     |
| Racing            | 3–0          | Donjo                | 1–0     | 2–0     |
| Motema Pembe      | 3–2          | Rayon Sport          | 3–0     | 0–2     |
| Dolphins          | 3–1          | Renacimiento         | 3–0     | 0–1     |
| Sagrada Esperança | 2–1          | Mangasport           | 0–0     | 2–1     |
| ASA               | 4–2          | Blue Waters F.C.     | 3–0     | 1–2     |
| Tusker            | 7–1          | KMKM                 | 4–1     | 3–0     |
| Mazembe           | 2–2 (4–5 p.) | ASFA Yennenga        | 2–0     | 0–2     |
| Ajax Cape Town    | 2–1          | Mhlambanyatsi Rovers | 1–0     | 1–1     |
| Diaraf            | 2–2          | Fello Star           | 2–1     | 0–1     |
| Al-Hilal          | 3–2          | Awassa City          | 2–1     | 1–1     |
| La Passe          | 3–6          | Ravinala             | 2–2     | 1–4     |
| Kaizer Chiefs     | 3–2          | Port Louis 2000      | 2–0     | 1–2     |
| Simba             | 3–2          | Ferroviário Nampula  | 2–1     | 1–1     |
| CAPS United       | 8–4          | Defence Force        | 4–1     | 4–3     |
| Red Arrows        | 0–0 (3–2 p.) | Diables Noirs        | 0–0     | 0–0     |
| Al Olympic        | 4–3          | Renaissance          | 2–0     | 2–3     |
| Villa             | 3–0          | Adulis Club          | 1–0     | 2–0     |

1 Wallidan FC foi retirado pela Associação de Futebol da Gâmbia .

### Primeira Rodada
| Team 1            | Agg. | Team 2          | 1st leg | 2nd leg |
| ----------------- | ---- | --------------- | ------- | ------- |
| Asante Kotoko     | 1–2  | FAR Rabat       | 1–0     | 0–2     |
| Douanes           | 1–3  | Étoile du Sahel | 0–0     | 1–3     |
| Racing            | 2–3  | Africa Sports   | 1–0     | 1–3     |
| Motema Pembe      | 1–3  | Raja Casablanca | 1–1     | 0–2     |
| Dolphins          | 5–2  | Hearts of Oak   | 4–0     | 1–2     |
| Sagrada Esperança | 2–3  | Mimosas         | 2–2     | 0–1     |
| ASA               | 2–1  | Coton Sport     | 2–0     | 0–1     |
| Tusker            | 1–4  | Zamalek         | 0–1     | 1–3     |
| Yennenga          | 1–1  | Ajax Cape Town  | 1–0     | 0–1     |
| Fello Star        | 1–0  | JS Kabylie      | 1–0     | 0–0     |
| Al-Hilal          | 3–5  | Espérance       | 2–0     | 1–5     |
| Ravinala          | 1–5  | Kaizer Chiefs   | 0–1     | 1–4     |
| Simba             | 1–5  | Enyimba         | 1–1     | 0–4     |
| CAPS United       | 2–3  | Red Arrows      | 1–1     | 1–2     |
| Al Olympic        | 0–7  | USM Alger       | 0–2     | 0–5     |
| Al Ahly           | 6–0  | Villa           | 0–0     | 6–0     |

### Segunda Rodada
| Team #1        | Agg.       | Team #2         | 1st leg | 2nd leg |
| -------------- | ---------- | --------------- | ------- | ------- |
| FAR Rabat      | 1–2        | Étoile du Sahel | 1–0     | 0–2     |
| Africa Sports  | 1–2        | Raja Casablanca | 1–1     | 0–1     |
| Dolphin        | 2–2(3-5p.) | Mimosas         | 2–0     | 0–2     |
| ASA            | 1–3        | Zamalek         | 1–1     | 0–2     |
| Ajax Cape Town | 2–2(3-2p.) | Fello Star      | 2–0     | 0–2     |
| Espérance      | 5–2        | Kaizer Chiefs   | 4–0     | 1–2     |
| Enyimba        | 9–1        | Red Arrows      | 3–0     | 6–1     |
| USM Alger      | 2–3        | Al Ahly         | 0–1     | 2–2     |

## Fase de grupos

### Grupo A
| Time            | J | V | E | D | GP | GC | SG | Pts |
| --------------- | - | - | - | - | -- | -- | -- | --- |
| Al Ahly         | 6 | 4 | 2 | 0 | 7  | 2  | +5 | 14  |
| Raja Casablanca | 6 | 2 | 2 | 2 | 6  | 5  | +1 | 8   |
| Enyimba         | 6 | 2 | 1 | 3 | 6  | 5  | +1 | 7   |
| Ajax Cape Town  | 6 | 0 | 3 | 3 | 2  | 9  | −7 | 3   |

|                 | AHL | EFC | RAJ | AJA |
| --------------- | --- | --- | --- | --- |
| Al Ahly         | —   | 2-1 | 1-0 | 2-0 |
| Enyimba         | 0-1 | —   | 2-0 | 2-0 |
| Raja Casablanca | 1-1 | 1-0 | —   | 1-1 |
| Ajax Cape Town  | 0-0 | 1-1 | 0-3 | —   |

### Grupo B
| Time            | J | V | E | D | GP | GC | SG | Pts |
| --------------- | - | - | - | - | -- | -- | -- | --- |
| Etoile du Sahel | 6 | 2 | 4 | 0 | 8  | 6  | +2 | 10  |
| Zamalek         | 6 | 2 | 3 | 1 | 8  | 7  | +1 | 9   |
| Mimosas         | 6 | 1 | 3 | 2 | 5  | 6  | −1 | 6   |
| Espérance       | 6 | 0 | 4 | 2 | 3  | 5  | −2 | 4   |

|                 | SAH | ZAM | MIM | EST |
| --------------- | --- | --- | --- | --- |
| Etoile du Sahel | —   | 2-1 | 2-1 | 0-0 |
| Zamalek         | 1-1 | —   | 2-1 | 1-1 |
| Mimosas         | 1-1 | 1-1 | —   | 1-0 |
| Espérance       | 1-1 | 1-2 | 0-0 | —   |

## Fase Final

### Semi-Finais
A primeira etapa foi disputada entre 24 e 25 de setembro e a segunda entre 15 e 16 de outubro.
| clube 1         | Agg. | clube 2         | 1st leg | 2nd leg |
| --------------- | ---- | --------------- | ------- | ------- |
| Zamalek         | 1–4  | Al Ahly         | 1–2     | 0–2     |
| Raja Casablanca | 0–2  | Étoile du Sahel | 0–1     | 0–1     |

### Final
As partidas foram disputadas em 28 de outubro e 12 de novembro.
| Clube 1         | Agg. | Clube 2 | 1st leg | 2nd leg |
| --------------- | ---- | ------- | ------- | ------- |
| Étoile du Sahel | 0–3  | Al Ahly | 0–0     | 0–3     |

- Mohamed Aboutrika
- Osama Hosny
- Mohamed Barakat

## Melhor Artilheiros
| #  | jogador         | Clube   | Gols |
| -- | --------------- | ------- | ---- |
| 1º | Mohamed Barakat | Al Ahly | 7    |
| 2º | Joetex Frimpong | Enyimba | 7    |

## Campeão
| Liga dos Campeões da CAF 2005 Campeão |
| ------------------------------------- |
| Egito                                 |
| Al Ahly 4º título                     |